# Michele Garicoïts
Michele (Michel) Garicoïts (Saint-Just-Ibarre, 15 aprile 1797 – Bétharram, 14 maggio 1863) è stato un presbitero francese, fondatore della congregazione del Sacro Cuore di Gesù di Bétharram. Papa Pio XII lo ha proclamato santo il 6 luglio 1947.

## Biografia

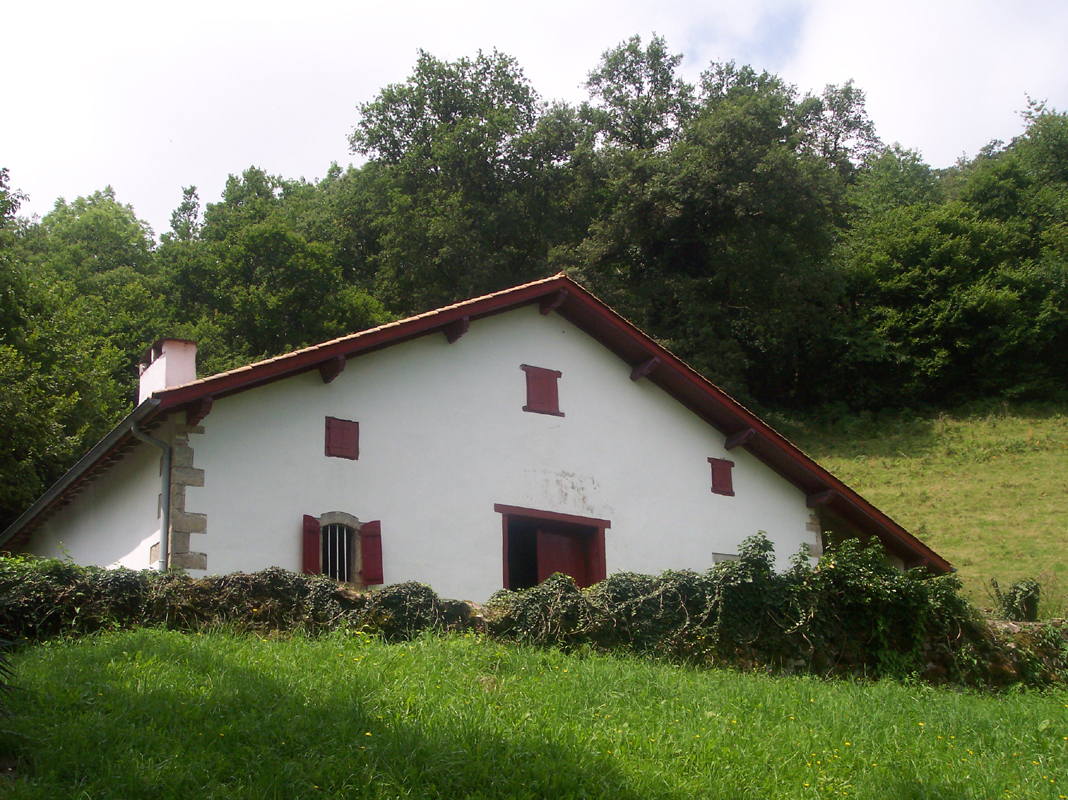
Casa natale di Michele Garicoïts a Ibarre

Michele Garicoïts nacque ad Ibarre, un piccolo paese della diocesi di Bayonne, da Arnaldo (1768-1859) e da Graziana Etchéberry (1775 - 1845). Una famiglia povera, ma fedele alla Chiesa, nonostante le persecuzioni della rivoluzione francese. Il giovane Michele, maggiore di sei fratelli, fu mandato molto presto al servizio di un contadino basco di Oneix, chiamato Anghelu. La prima comunione poté farla solo a quattordici anni, a causa delle idee gianseniste che circolavano a quel tempo e questo ritardo fu per lui un grande dispiacere.
Presto manifestò la volontà di farsi prete, ma i genitori non acconsentirono subito; la famiglia era troppo povera per permettersi di farlo studiare invece che mandarlo a lavorare nei campi. La nonna cercò di aiutarlo e presto gli trovò un lavoro a servizio presso don Borda, parroco di un paese vicino (Saint-Palais), così poté mantenersi da solo agli studi presso il collegio Saint Léon, prima nella canonica di Saint-Palais e poi nel palazzo vescovile di Bayonne.
Allievo di filosofia al seminario minore di Aire (1818 - 1819), di teologia al seminario maggiore di Dax (1819-1820), ove conobbe e strinse amicizia con Louis-Édouard Cestac, futuro fondatore delle Ancelle di Maria, fu chiamato nel seminario minore di Larressore in qualità di prefetto alla fine del 1820, ove terminò i suoi studi di teologia e il 20 dicembre 1823 fu ordinato sacerdote da monsignor D'Astros, nella cattedrale di Bayonne.
Nominato subito vicario di un parroco paralizzato a Cambò, in pochi mesi ravvivò la parrocchia e si segnalò per la sua devozione al Sacro Cuore di Gesù. Nel 1825 venne inviato nel seminario maggiore di Bétharram per insegnare prima la filosofia e poi la teologia e biblistica, facendo anche le funzioni di economo. Essendo morto, nel 1831, il vecchio superiore, don Proserpio Lassalle, don Garicoïts gli succedette nella direzione del seminario maggiore. Ma il nuovo vescovo, monsignor d'Arbou, trasferì il seminario a Bayonne. Don Garicoïts rimase però a Bétharram, dove si trova il santuario della Santa Vergine del Bel Ramo, la cui origine risale al Medioevo. Lì cominciò a pensare alla realizzazione di una "famiglia religiosa", fedele alla Chiesa cattolica e dedita alla nuova evangelizzazione necessaria, secondo don Michele, per riparare ai danni fatti dalla rivoluzione. La fondazione sarà quella dei Preti del Sacro Cuore di Gesù di Bétharram, che guidò fino alla sua morte.
Il 6 luglio 1947, Pio XII lo proclamerà santo, insieme a suor Elisabetta Bichier des Ages, che l'aveva incoraggiato nella scelta della vita religiosa e nella fondazione della congregazione.

## Origine della Congregazione

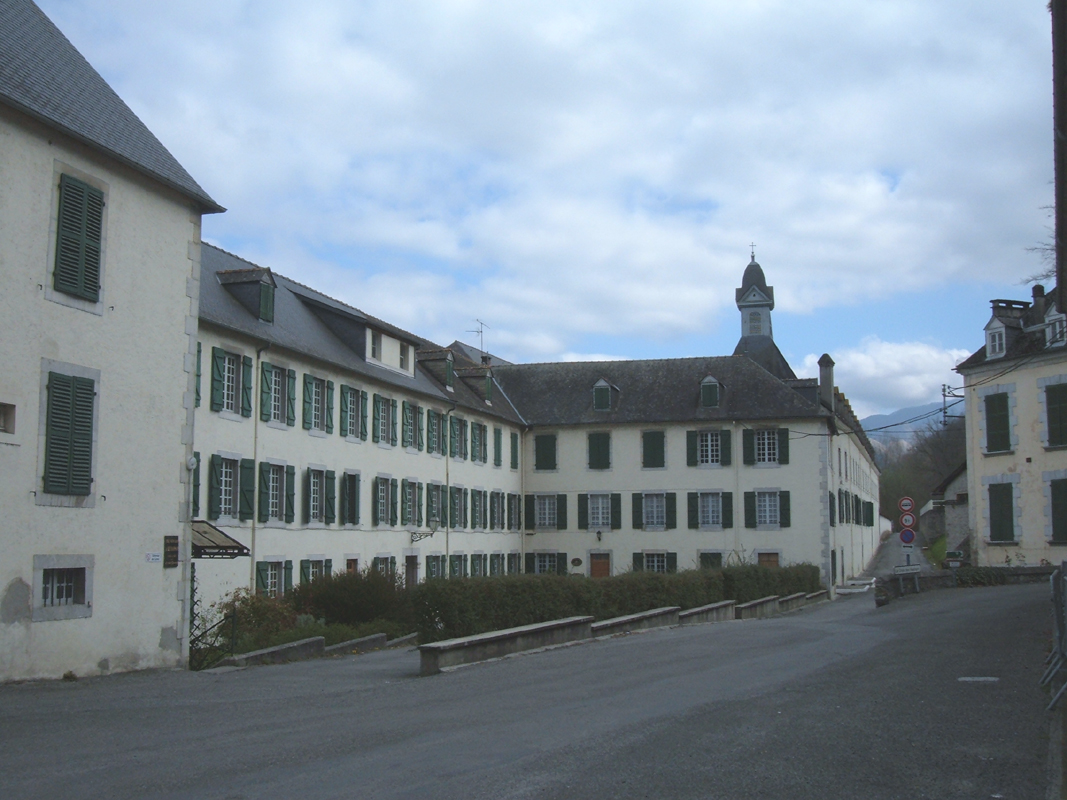
Il collegio di Bétharram fondato nel 1837.

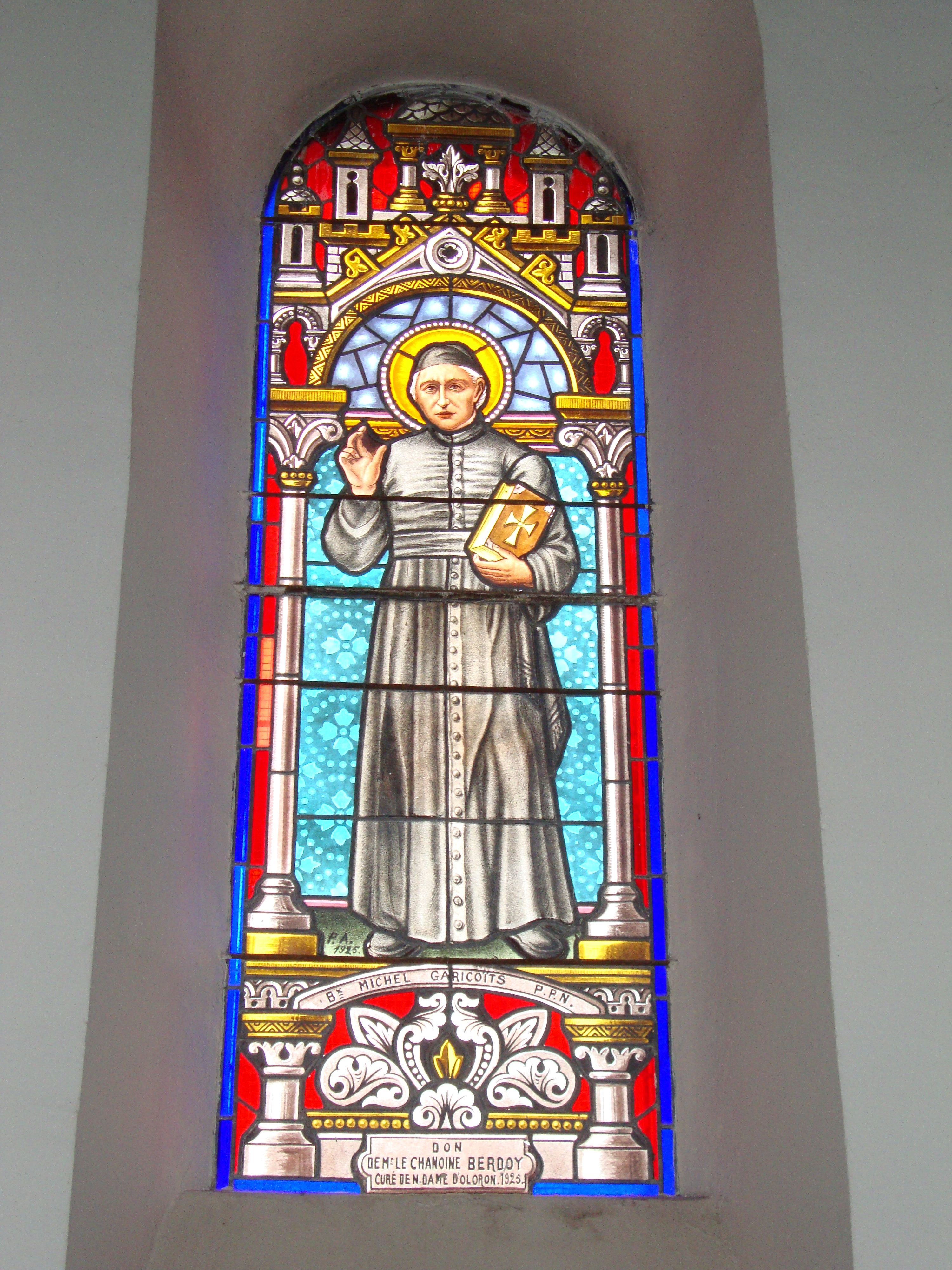
Vetrata raffigurante san Michele Garicoïts nella chiesa parrocchiale di Aramits.

Da diversi anni, don Michele Garicoïts, professore al seminario di Bétharram, sentiva l'attrattiva della vita religiosa senza che la sua aspirazione si concretizzasse. Aveva imparato a conoscere la vita religiosa confessando le "Figlie della Croce", in un convento che si trovava a pochi chilometri da Bétharram. Gli incontri con suor Elisabetta, con altre religiose e con alcuni padri gesuiti lo convincono della bontà della sua aspirazione.
Alcuni vescovi di passaggio, lo avevano fatto partecipe della loro afflizione di fronte allo spirito di insubordinazione presente in tanta parte del loro clero. Il giovane sacerdote dall'animo apostolico era fortemente sconvolto dalle lacrime di questi pastori e nelle sue meditazioni cercava il rimedio ad un male così grande.
I grandi ordini religiosi, d'altronde, erano spariti e non erano stati rimpiazzati. Decise quindi di fondare una congregazione di preti al servizio della Chiesa, come strumenti scelti e modelli di obbedienza e di zelo apostolico.
La fondatrice delle Figlie della Croce, consultata, incoraggiò fortemente questo progetto. Anche monsignor d'Astros, che stava per lasciare Bayonne e diventare arcivescovo di Tolosa, incoraggiò il fondatore su questa strada.
Nel 1832, prima che gli ultimi seminaristi lasciassero Bétharram, si recò a Tolosa per fare un ritiro, sotto la guida del gesuita P. Leblanc. Abbandonò l'idea che gli era venuta, di unirsi ai gesuiti e decise di seguire la sua prima ispirazione. La sua vita andrà d'ora in poi identificandosi in gran parte con quella del suo istituto.
Alcuni preti si unirono a P. Garicoïts e formarono a Bétharram il primo embrione di comunità.
La diocesi di Bayonne ebbe come vescovo, dal 1838 al 1878, monsignor Lacroix, amministratore delle opere diocesane, ma, sulla questione dell'Istituto di Bétharram, irriducibilmente in contrapposizione con le vedute di Garicoïts. Il fondatore voleva una congregazione religiosa approvata dalla Santa Sede; il vescovo non voleva altro che un gruppo di missionari diocesani.
Il conflitto tra queste due tendenze cominciò subito; durava ancora alla morte di Garicoïts e non cesserà che nel 1875, quando l'Istituto divenne di diritto pontificio.
Tuttavia, dal 1838, monsignor Lacroix permise alla comunità di usare provvisoriamente il "Sommario delle Costituzioni" e le "Regole comuni" dei Gesuiti. Ma nel 1841 vi aggiunse delle costituzioni proprie che si opponevano a queste regole su dei punti essenziali, particolarmente in ciò che riguardava la vita religiosa. La congregazione visse dieci anni sotto questo sistema contraddittorio. Nel 1851, e poi nel 1855, a furia di insistere, si ottennero alcune concessioni di poco conto, ma sui punti capitali il prelato fu irremovibile. Michele aveva come principio di base l'obbedienza al suo vescovo e non si sarebbe discostato dalla più totale sottomissione, perciò gli ultimi ventidue anni della sua vita furono pieni di difficoltà poiché tentava di conciliare questa obbedienza con l'ispirazione di fondare il nuovo ordine.
Morirà senza aver realizzato il suo ideale. Anzi, nel giorno stesso delle sue esequie, il vescovo ritirò le ultime concessioni di vita religiosa alla Comunità e tentò di farla ritornare alle Costituzioni del 1841. Ma i membri della comunità, supplicarono il prelato con queste parole: «Amiamo questi legami a cui il nostro Padre ci ha avvinti. Si degni, monsignore, di lasciarceli. La serviremo con maggior fedeltà e generosità».
Dovettero trascorrere ancora dodici anni prima che il vescovo, convinto da alcuni avvenimenti che giudicò miracolosi, acconsentisse ad inviare a Roma le nuove Costituzioni conformi all'ideale del fondatore.
L'opposizione di monsignor Lacroix riguardava solo l'opera; perché il vescovo teneva in grandissima considerazione la virtù di Garicoïts, e l'orazione funebre che pronunciò ai suoi funerali assomiglia al panegirico di un santo.

## L'espansione dell'opera
All'inizio si occupò particolarmente della formazione ed educazione dei giovani, istituì perciò un numero considerevole di istituti scolastici.
Nel 1837 si aprì la scuola elementare di Bétharram e, nel 1847, si aggiunse il collegio della scuola, malgrado le agitazioni dell'Università. Nel 1849 la scuola elementare di Orthez, seguita da un collegio nel 1850. Lo stesso anno assumeva la direzione del collegio di Mauléon; nel 1851, della scuola elementare di Asson e, nel 1855, del collegio di Oloron.
Nel 1856 si realizzava la prima fondazione in America Latina, dove vi erano delle comunità di baschi emigrati in cerca di lavoro, dapprima in Argentina, in seguito a Montevideo, in Uruguay, nel 1861.
Grande impulso allo sviluppo dell'opera betharramita venne dato dal terzo superiore generale, p. Augusto Etchécopar (1875-1897).

## Lourdes
Betharram si trova a pochi chilometri da Lourdes, famoso santuario dove sarebbe apparsa la Madonna. Garicoïts conosceva i Soubirous e fu interpellato dallo stesso vescovo di Tarbes (della cui diocesi fa parte Lourdes) riguardo alla sincerità della veggente. Nel 1858 ebbe un lungo colloquio con Bernadette. Garicoïts si convinse subito della veridicità delle apparizioni e fu uno dei primi sostenitori del Santuario di Lourdes.